# Medalla al Mérito Laboral
La Medalla al Mérito Laboral (en bielorruso: Меда́ль «За працо́ўныя заслу́гі») es una condecoración estatal de la República de Bielorrusia. Fue establecida por la Ley de la República de Bielorrusia de fecha 13 de abril de 1995 N.º 3726-XII, titulada «Sobre los premios estatales de la República de Bielorrusia». Se otorga a los ciudadanos bielorrusos por su logros significativos en el ámbito laboral en diversos campos productivos.

## Criterios de concesión
La Medalla al Mérito Laboral se otorga a los ciudadanos en reconocimiento a:
- Logros significativos en el sector manufacturero, agricultura, construcción, transporte, sector de servicios, ciencia, educación, protección ambiental, salud pública, cultura, servicio civil y otras áreas profesionales;
- Invenciones útiles y sugerencias de eficiencia;
- Éxito en la educación y formación profesional de niños y jóvenes y la promoción de la cultura física y el deporte.

La insignia de la medalla se lleva en el lado izquierdo del pecho y, en presencia de otras órdenes y medallas de la República de Bielorrusia, se coloca justo después de la insignia de la Medalla por Distinción en la Prevención y Eliminación de Situaciones de Emergencia.

## Descripción
Es una medalla de tombac con un baño de plata de forma circular de 33 mm de diámetro y con un borde elevado por ambos lados.
En el anverso de la medalla, en el lado exterior a lo largo de la circunferencia de la medalla se puede observar la inscripción «por méritos laborales» (en bielorruso, За працо́ўныя заслу́гі), en el centro del círculo hay una imagen en relieve de elementos que simbolizan el trabajo de personas dedicadas a la industria, la agricultura y la ciencia. En el reverso de la medalla hay imágenes de un engranaje y una rueda.
La medalla está conectada con un ojal y un anillo a un bloque pentagonal cubierto con una cinta muaré de seda gris con una franja longitudinal gris oscuro en el medio y una franja roja en los bordes.